# Albstadt
Albstadt é uma cidade da Alemanha localizada no distrito dos Alpes de Zollern, região administrativa de Tubinga, estado de Baden-Württemberg. Nasceu, em 1975, com a fusão das cidades de Ebingen e Taifingen.